# Sas-hegy
De Sas-hegy (Adelaarsberg) is een 266 meter hoge heuvel in de Hongaarse hoofdstad Boedapest. Sas-hegy is tevens de naam van de wijk rond de heuvel. De heuvel is gelegen in Boeda aan de westelijke zijde van de Donau. De Sas-hegy is deel van het natuurreservaat van Boeda (Budai Sas-hegy Természetvédelmi Terület). Sinds 1958 zijn de 12 hectare rond de top van de berg beschermd en alleen toegankelijk onder leiding van een gids. Sas-hegy ligt verspreid over district XI en XII van Boedapest.
In de wijk rond de heuvel woont de middenklasse. Er wonen circa 9000 mensen, waarvan ca. 8000 in district XI en ca. 1000  in district XII.

## Geschiedenis van de naam
De heuvel heeft zijn huidige naam gekregen in 1847 op initiatief van de Hongaarse filoloog Gábor Döbrentei. Sas-hegy is de Hongaarse vertaling van de voormalige Duitse naam, Adlerberg. Er bestaat een legende over de parade die op 2 september 1686 plaatsvond ter gelegenheid van de verovering door de christelijke legers van het kasteel van Boeda op de Ottomanen. Tijdens de parade zouden er adelaars vanaf de heuvel naar het kasteel van Boeda zijn gevlogen.
De heuvel heeft in het verleden ook andere namen gehad. Oorspronkelijk, in de dertiende eeuw, heette de heuvel Királyhegy (Koningsberg) omdat de Hongaarse koningen hier meestal rusten gedurende jachtpartijen. Later werd de heuvel eigendom van de kerk onder de namen Paphegy (Priesterberg), Baráthegy (Paterberg) of Istenhegy (Berg van God). De Ottomanen noemden de heuvel in de zestiende en zeventiende eeuw Muhanek.